# Sedum mucizonia
Sedum mucizonia là một loài thực vật có hoa trong họ Crassulaceae. Loài này được (Ortega) Raym.-Hamet miêu tả khoa học đầu tiên năm 1929.